# Академія Федеральної служби безпеки Російської Федерації
Академія Федеральної служби безпеки Російської Федерації (рос. Академия Федеральной службы безопасности Российской Федерации, раніше відома як Вища Червонопрапорна школа КДБ СРСР імені Ф. Е. Дзержинського рос. Высшая Краснознамённая школа КГБ СССР имени Ф. Э. Дзержинского) — освітня та науково-дослідна установа, яка готує російських розвідників для Федеральної служби безпеки, зокрема, і для російської розвідувальної спільноти в цілому. Веде історію з 1921 року.
Перейменована Указом президента Росії 24 серпня 1992 р. на Академію Міністерства безпеки Російської Федерації, сформована на базі Вищої школи Міністерства безпеки Російської Федерації імені Ф. Е. Дзержинського та Академії прикордонних військ.. В 1995 р. перейменована на Академію ФСБ.

## Хронологія назв
- Вища школа НКВС СРСР, Вища школа КГБ СРСР (від 1921 р.)
- Центральна школа ОДПУ (1930—1934)
- Центральна школа ГУДБ НКВС (1934—1939)
- Центральна школа НКВС СРСР (1939—1952)
- Вища школа МДБ СРСР (1952—1954)
- Вища школа КДБ СРСР ім. Ф. Е. Дзержинського (з 1954 р.)
- Вища школа МБ РФ ім. Ф. Е. Дзержинського (до 1992 р.)
- Академія Міністерства безпеки Російської Федерації (з 1992 р.)
- Академія ФСБ РФ (з 1995 р.)

## Структура
Як зазначив у 2001 р. заступник начальника академії генерал-майор Сергій Колобашкін, науковою та викладацькою роботою в академії займаються 40 академіків і членів-кореспондентів різних академій наук, понад 100 докторів і 400 кандидатів наук. За його словами, «за п'ять років навчання слухачі крім фундаментальних контррозвідувальних знань отримують повноцінну юридичну освіту, глибоку мовну і військову підготовку».
Система додаткової професійної освіти в академії включає підвищення кваліфікації й перепідготовку діючих співробітників, а також спеціальну підготовку відібраних для служби в ФСБ людей з вищою освітою. Система додаткової освіти діє на всіх факультетах, проте основним є факультет підготовки керівних кадрів.
У структуру Академії входить Інститут криптографії, зв'язку та інформатики, що веде підготовку фахівців в області передачі, захисту і обробки інформації. У 1949 р. постановою Політбюро ЦК ВКП(б) була створена Вища школа криптографів, а при механіко-математичному факультеті Московського державного університету постановою Ради Міністрів СРСР — закрите відділення. Пізніше на основі їх об'єднання було створено технічний факультет Вищої школи КДБ СРСР. З 1992 р. технічний факультет цієї Вищої школи був перетворений на Інститут криптографії, зв'язку та інформатики (ІКЗІ). Основними напрямками підготовки є: криптографія, прикладна математика, інформатика та обчислювальна техніка, електронна техніка, радіотехніка та зв'язок.

## Начальники
В 1950-1960-ті роки Вищою школою КГБ СРСР ім. Ф. Е. Дзержинського керували полковник А. Я. Єфімов, генерал-майор Е. І. Борисоглібський, генерал-майор А. Н. Куренков.
- 1962–1965 — генерал-лейтенант Євген Питовранов[3]
- 1965–1970 — генерал-лейтенант Петро Гришин[3]
- 1970–1974 — генерал-полковник Віталій Нікітченко[3]
- 1974–1979 — генерал-лейтенант Іван Розанов[3]
- 1979–1987 — генерал-лейтенант Аркадій Рагозін[3]
- 1987–1991 — генерал-лейтенант Леонід Постніков[3]
- 1991–1992 — генерал-майор В'ячеслав Титаренко[3]

Відповідно до Указу Президента РФ від 24 серпня 1992 Вища школа ім. Ф. Е. Дзержинського і Академія прикордонних військ злиті в Академію Міністерства безпеки РФ.
- 1992–1994 — генерал-лейтенант Сергій Дьяков[4]
- 1994–1999 — генерал-полковник Валерій Тимофєєв[4]
- 1999–2000 — генерал-полковник Володимир Шульц[4]
- 2000–2007 — генерал-полковник Валентин Власов[4]
- З 2007 — генерал-полковник Віктор Остроухов[4]

## Абітурієнти
Раніше набирали тільки тих, хто пройшли службу в армії, тепер більшість вступає на навчання відразу після середньої школи.

## Випускники
Див. також: Категорія:Випускники Академії ФСБ
- Пилипчук Володимир Григорович (в 1992) — директор Науково-дослідного інституту інформатики і права Національної академії правових наук України.